# The Lucky Devil
The Lucky Devil es una comedia drámatica muda estadounidense de 1925, dirigida por Frank Tuttle, y distribuida por Paramount Pictures.

## Trama
Randy Farman, quien hace una demostración de atuendos para acampar en una tienda por departamentos, gana un auto de carreras en una rifa y parte hacia el Oeste. Se queda sin gasolina, pierde todo su dinero y se enamora de una chica llamada Doris, quien, acompañada de su tía, se dirige a la ciudad de Nampa para reclamar una herencia.
Al llegar a su destino, Doris y su tía descubren que el tío, que las envió a buscar, está encerrado en un manicomio, habiéndose inventado toda la historia del legado. Randy participa en una pelea de exhibición con el boxeador campeón y se queda el tiempo suficiente para ganar la entrada a una carrera de automóviles en la feria del condado. El alguacil ha embargado el auto de Randy por falta de pago de una factura de hotel, y Randy debe conducir toda la carrera con el alguacil en el asiento a su lado. Randy gana la carrera, un premio sustancial y el amor de Doris.

## Reparto
- Richard Dix como Bill Phelps
- Esther Ralston como Doris Kent
- Edna May Oliver como la Tía Abbie Kent
- Tom Findley como Franklyne Sr.
- Anthony Jowitt como Rudolph Franklyne
- Joseph Burke como el Hombre en Bicicleta
- Mary Foy como la Sra. Hunt
- Edward "Gunboat" Smith como el marinero Sheldon
- Charles Sellon como el alguacil
- Charles Hammond como Tobias Sedgmore
- Charles McDonald como Tom Barrity
- George Webb como "Frenchy" Roget
- Jack La Rue como Encargado Prizefight (sin acreditar)

## Estado de preservación
Esta película está preservada en la Biblioteca del Congreso, en el George Eastman Museum, en el UCLA Film and Television Archive, y en el Pacific Film Archive en la Universidad of Berkeley California.